# Kabbinakere, Nagamangala
Kabbinakere là một làng thuộc tehsil Nagamangala, huyện Mandya, bang Karnataka, Ấn Độ.